# 日本音響学会
一般社団法人日本音響学会（にほんおんきょうがっかい、英称：The Acoustical Society of Japan、略称：ASJ）は、音に関するあらゆる分野を取り扱っている学会である。1936年設立。

## 概要
日本音響学会は1936年4月15日に小幡重一・石本巳四雄・颯田琴次・田口三郎の呼びかけにより設立準備委員会が発足し、同年10月15日に石本を会長として設立された。以来、音に関するあらゆる分野の研究者や技術者が多数参加している。

## 研究委員会
音声、聴覚、騒音・振動、建築音響、電気音響、音楽音響、超音波、アコースティックイメージングの8分野で組織されており、それぞれ定例の研究会を開催している。

### 音声研究委員会 (SP)
音声や話し言葉に関連する科学的・技術的な研究課題を取り扱う。音声研究会（電子情報通信学会と共催）を開催している。

### 聴覚研究委員会 (H)
聴覚研究会を開催している。

### 騒音・振動研究委員会 (N)
騒音・振動研究会を開催している。

### 建築音響研究委員会 (AA)
建築音響研究会を開催している。

### 電気音響研究委員会 (EA)
電気音響研究会（原則として電子情報通信学会 応用音響研究会と共催）を開催している。

### 音楽音響研究委員会 (MA)
楽器の音や歌の声、さらにはそういった音を生み出す楽器、その製作技術、そして音楽演奏、作曲などに関する研究を取り扱う。音楽音響研究会を開催している。

### 超音波研究委員会 (US)
超音波研究分野における基礎や材料から，通信的・動力的応用などに関連するすべての課題を取り扱う。超音波研究会（電子情報通信学会と共催）を開催している。

### アコースティックイメージング研究委員会 (AI)
「音でみる」「音をみる」ことをテーマとし，領域横断的な活動を実践する。アコースティックイメージング研究会を開催している。

## 研究発表会
春季（3月）・秋季（9月）の年2回開催される最大の行事。春季は東京かその周辺、秋季はそれ以外の地域で開催される。

## 支部
関西・東海・東北・九州・北陸に支部が存在し、それぞれ研究発表会・見学会などを開催している。

## 出版事業
コロナ社より、音響工学講座（全8巻）・音響テクノロジーシリーズ（既刊15冊）・音響入門シリーズ（既刊3冊）・音響サイエンスシリーズ（既刊2冊）を刊行している。講談社のblue backsとして、1996年に「音のなんでも小事典」を刊行している。

## 論文誌
和文誌として日本音響学会誌、英文誌としてAcoustical Science and Technologyを発行している。

## 歴代会長
| 代 | 人 | 会長 | 会長       | 在任期間        |
| -- | -- | ---- | ---------- | --------------- |
| 1  | 1  |      | 石本巳四雄 | 1936年 - 1940年 |
| 2  | 2  |      | 寺沢寛一   | 1940年 - 1943年 |
| 3  | 3  |      | 八木秀次   | 1943年 - 1951年 |
| 4  | 4  |      | 佐藤孝二   | 1951年 - 1957年 |
| 5  | 5  |      | 丹羽保次郎 | 1957年 - 1959年 |
| 6  | 6  |      | 実吉純一   | 1959年 - 1963年 |
| 7  | 7  |      | 守田栄     | 1963年 - 1967年 |
| 8  |    |      | 実吉純一   | 1967年 - 1969年 |
| 9  | 8  |      | 粟屋潔     | 1969年 - 1971年 |
| 10 | 9  |      | 早坂寿雄   | 1971年 - 1973年 |
| 11 | 10 |      | 五十嵐寿一 | 1973年 - 1975年 |
| 12 | 11 |      | 伊藤毅     | 1975年 - 1977年 |
| 13 | 12 |      | 二村忠元   | 1977年 - 1979年 |
| 14 | 13 |      | 石井聖光   | 1979年 - 1981年 |
| 15 | 14 |      | 中島平太郎 | 1981年 - 1983年 |
| 16 | 15 |      | 城戸健一   | 1983年 - 1985年 |
| 17 | 16 |      | 三浦種敏   | 1985年 - 1987年 |
| 18 | 17 |      | 子安勝     | 1987年 - 1989年 |
| 19 | 18 |      | 吉川昭吉郎 | 1989年 - 1991年 |
| 20 | 19 |      | 難波精一郎 | 1991年 - 1993年 |
| 21 | 20 |      | 曽根敏夫   | 1993年 - 1995年 |
| 22 | 21 |      | 橘秀樹     | 1995年 - 1997年 |
| 23 | 22 |      | 上羽貞行   | 1997年 - 1999年 |
| 24 | 23 |      | 桑野園子   | 1999年 - 2001年 |
| 25 | 24 |      | 古井貞煕   | 2001年 - 2003年 |
| 26 | 25 |      | 山崎芳男   | 2003年 - 2005年 |
| 27 | 26 |      | 鈴木陽一   | 2005年 - 2007年 |
| 28 | 27 |      | 森本政之   | 2007年 - 2009年 |
| 29 | 28 |      | 山本貢平   | 2009年 - 2011年 |
| 30 | 29 |      | 赤木正人   | 2011年 - 2013年 |
| 31 | 30 |      | 渡辺好章   | 2013年 - 2015年 |
| 32 | 31 |      | 中村健太郎 | 2015年 - 2017年 |
| 33 | 32 |      | 安藤彰男   | 2017年 - 2019年 |
| 34 | 33 |      | 伊藤彰則   | 2019年 - 2021年 |
| 35 | 34 |      | 大鶴 徹    | 2021年 - 2023年 |
| 36 | 35 |      | 羽田陽一   | 2023年 - 2025年 |